# Хлоридный канал Kb
Хлоридный канал Kb (англ. chloride channel Kb, CLC-Kb, CLCNKB) — потенциал-зависимый хлоридный канал—антипортер из  суперсемейства CLCN, один из 9 белков этого семейства. Экспрессирован в почках. Наиболее близок по структуре к хлоридному каналу Ka. Мутации гена CLCNKB приводят к наследственному нарушению функции почек, синдрому Барттера.